# Sottomarino autonomo

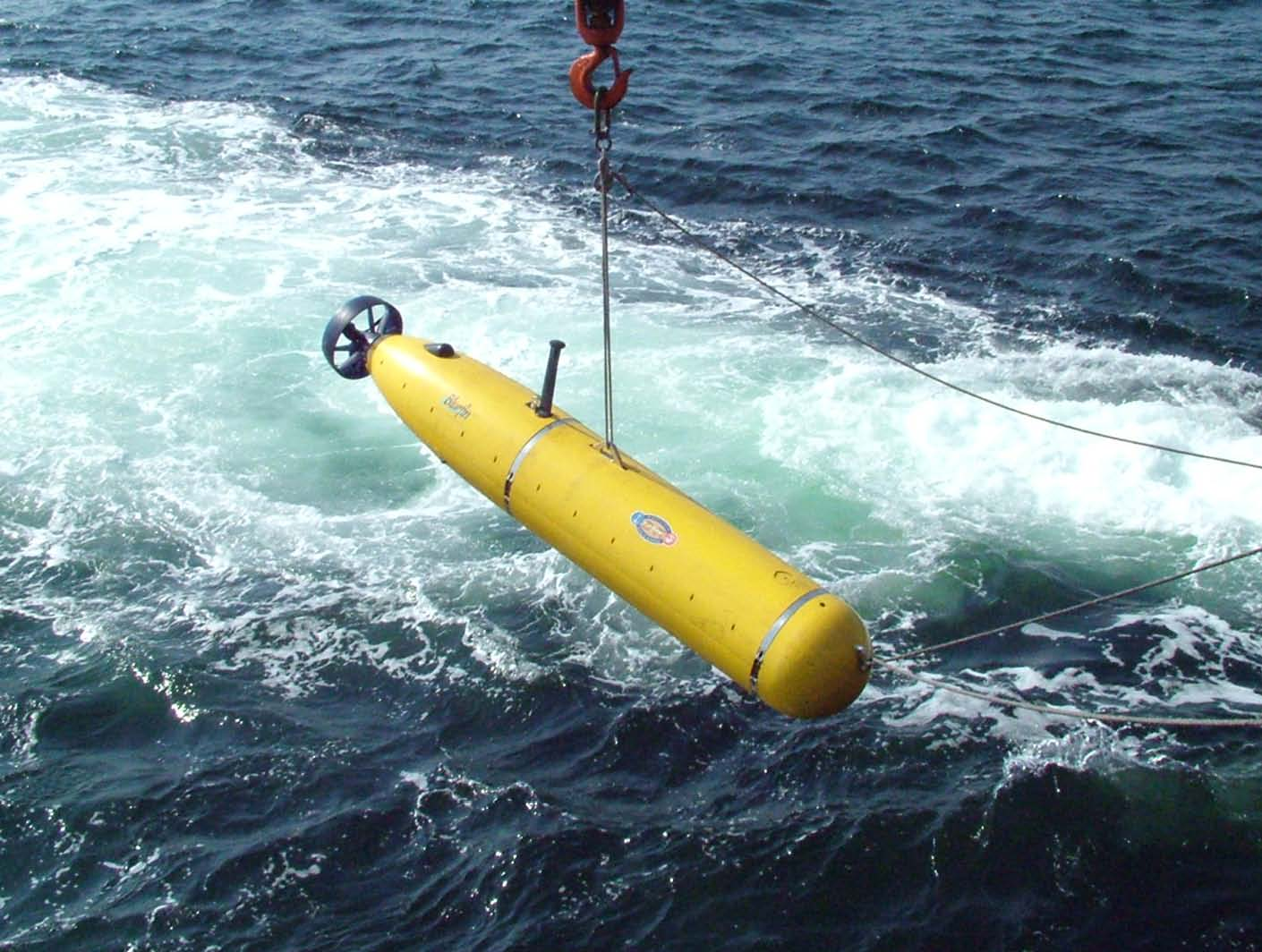
Un AUV

Un sottomarino autonomo (anche indicato con l'acronimo inglese AUV, autonomous underwater vehicle) è un robot subacqueo in grado di portare a termine delle missioni in maniera autonoma.
La differenza sostanziale tra questi e i sottomarini a comando remoto (ROV, remotely operated vehicles) è che questi non hanno bisogno di essere collegati via cavo a un pilota umano.
I sottomarini autonomi sono in grado, quindi, di far risparmiare sul costo totale di una missione, non necessitando di una nave attrezzata e di personale qualificato per la guida a distanza del robot; inoltre permettono di portare a termine missioni che sarebbero impossibili a causa del cordone ombelicale con la nave di supporto, di cui un esempio tipico è l'esplorazione sotto il ghiaccio.
La ricerca in questo campo si può dividere in vari settori, a seconda del tipo di problema preso in esame. Tuttavia è importante considerare che la differenza sostanziale tra i ROV e gli AUV è l'assenza dell'azione umana, quindi vengono principalmente studiate tecniche di intelligenza artificiale e di robotica autonoma, che permettano ai veicoli di svolgere pienamente il compito per cui sono preposti, anche in presenza di imprevisti o di scenari non necessariamente conosciuti a priori.